# Eumarozia
Eumarozia is een geslacht van vlinders van de familie bladrollers (Tortricidae), uit de onderfamilie Olethreutinae.

## Soorten
- E. beckeri Clarke, 1973
- E. elaeanthes (Meyrick, 1927)
- E. malachitana (Zeller, 1875)